# Opactwo des Châteliers

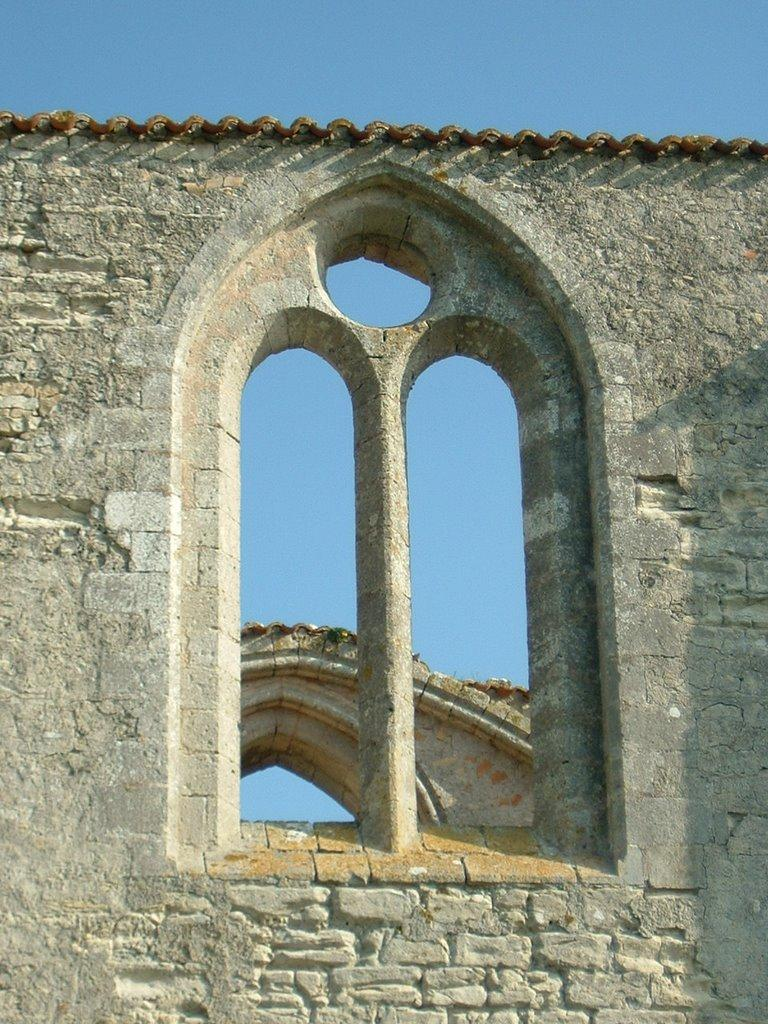
Okno opactwa

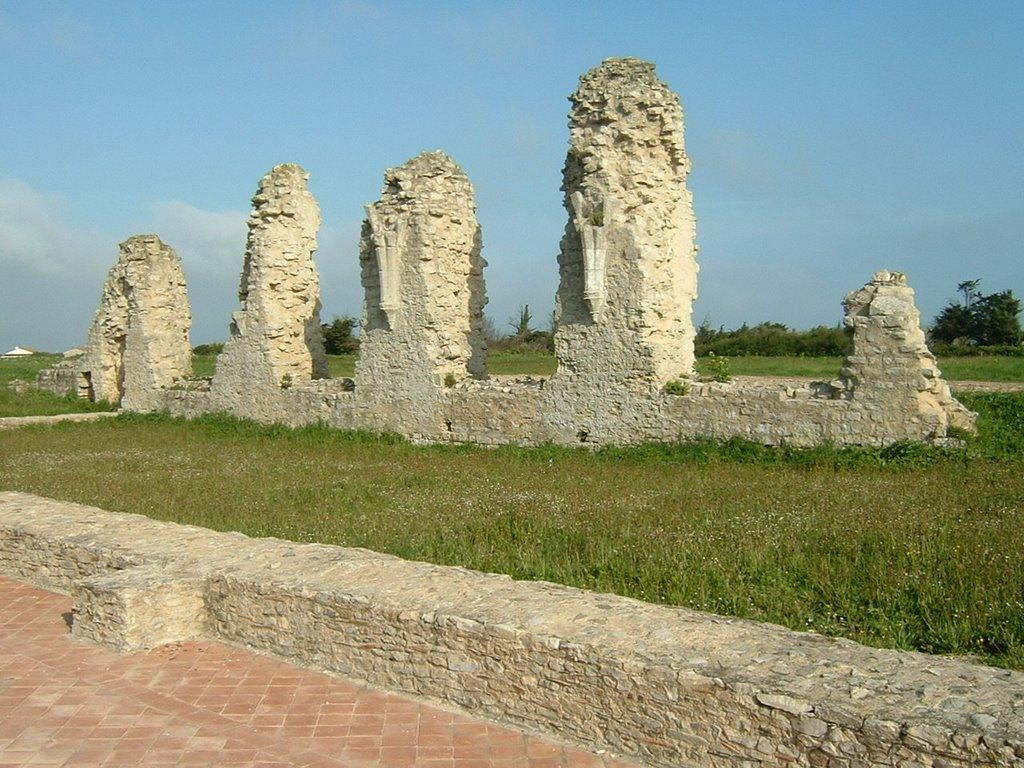
Ruiny zabudowań mieszkalnych

Opactwo des Châteliers, wł. Notre Dame de Ré – zrujnowane dwunastowieczne opactwo cysterskie położone w gminie La Flotte, na wyspie Ré. 

## Historia
Opactwo zostało założone przez grupę cystersów na gruncie nadanym przez Elbe de Mauléona. Z czasem mnisi stali się właścicielami całej wyspy Ré. Rozbudowali w sposób istotny stare romańskie zabudowania, a w 1294, po ostrzelaniu klasztoru przez Anglików, wznieśli zupełnie nowy kompleks budynków. Został on dwukrotnie zniszczony w czasie wojny stuletniej, kiedy szczególnie ucierpiał klasztorny kościół Notre Dame. W 1574 hugenoci dokonali ostatniego napadu na klasztor, niszcząc zachowane jeszcze budynki i zmuszając mnichów do ucieczki. Ruiny klasztoru rozebrano, budując z pozyskanej cegły pobliski fort Prée oraz kaplicę św. Wawrzyńca pod jurysdykcją oratorianów. I ten ostatni fragment został zniszczony w czasie wielkiej rewolucji francuskiej przez miejscowych hebertystów. Jeszcze w XIX wieku pomalowane na biało-czarno szczątki fasady klasztornej służyły jako punkt orientacyjny dla statków. W wieku XX pozostałości klasztoru zostały zakonserwowane jako trwała ruina. 

## Architektura
Do dziś zachowały się jedynie niewielkie fragmenty pierwotnego kompleksu, w największym stopniu kościoła klasztornego. Widoczna jest jego dawna fasada z dwoma ostrołukowymi oknami oraz drzwiami z gotyckim portalem oraz fragment pojedynczej nawy. Zachowały się pojedyncze okna w ścianach bocznych oraz ongiś podstawa konstrukcji - przypory. Zachowane fundamenty pozwalają zorientować się w dawnym kształcie kościoła. 
W jeszcze mniejszym stopniu przetrwały zabudowania mieszkalne, z których do naszych czasów zachowały się jedynie oderwane fragmenty murów.